# Karel Linhart
Karel Linhart, slovenski politik in publicist, * 20. maj 1882, Ljubljana, † 3. junij 1918, Ptuj.

## Življenje in delo
V letih 1893−1899 je v Ljubljani obiskoval realko. Sprva se je pridružil socialnodemokratskemu gibanju. Nekaj časa je sodeloval pri uredništvu Slovenskega naroda (1900-1902), delal pri prvem konsumnem društvu v Ljubljani (1902-1904), nato odšel v Trst kjer je sodeloval v uredništvih socialnodemokratskih listov, in iz Trsta 1905 odšel v Trbovlje, kjer je postal tajnik rudarske organizacije. Ob neuspešni stavki leta 1906 je izgubil službo in bil aretiran. Zaradi hude materialne stiske se je 1907 pridružil štajerskim Nemcem in postal urednik njihovega časopisa Štajerc, ki ga je urejal do 1918. Odpovedal se je slovenstvu, nastopal proti obrambnemu boju Slovencev, še posebej pa je nasprotoval trializmu, to je do leta 1918, ideji o razdelitvi avstroogrkse monarhije v tri državne enote. Še maja 1918 je bil z nemškimi zastopniki pri cesarju Karlu I., kjer je govoril za dosledno avstrijsko politiko proti nastanku nove jugoslovanske države.
Do leta 1905 je sodeloval pri različnih socialnodemokratskih listih, 1902-1904 je urejal Rdeči prapor in 1902 uredil prve 3 številke Naših zapiskov. Na 4. zboru Jugoslovanske socialnodemokratske stranke v Celju je poročal o organizaciji stranke in časopisju.